# الکساندر گونچار
الکساندر گونچار (اوکراینی: Гончар Александр Борисович؛ زادهٔ ۲۵ فوریهٔ ۱۹۸۰) بازیکن فوتبال اهل اوکراین است.